# Quadrilha (tauromaquia)
Quadrilha é um conjunto de subalternos que actuam sob as ordens do matador ou do cavaleiro. Nas corridas de touros, geralmente cada matador, costuma levar às suas ordens tantos bandarilheiros quantos os touros a lidar e mais um. A quadrilha de cavaleiro é composta por tantos peões quantos os touros a lidar. Na corrida com touros de morte incluem-se na quadrilha o moço-de-espadas e os picadores.